# The Mushroom at the End of the World
The Mushroom at the End of the World: On the Possibility of Life in Capitalist Ruins (tạm dịch: Cây nấm nơi tận cùng thế gian: Về khả năng của sự sống trong đống phế tàn tư bản) là một cuốn sách năm 2015 của nhà nhân học người Mỹ gốc Hoa Anna Lowenhaupt Tsing. Tác phẩm xoay quanh đề tài chuỗi hàng hóa của cây nấm matsutake trong bối cảnh toàn cầu hóa.

## Nội dung
Trong tác phẩm, Anna Tsing lấy cây nấm matsutake làm ví dụ tâm điểm để minh họa cho cái mà bà gọi là hồi kết của diễn trình tư bản chủ nghĩa trong tình hình hệ sinh thái dần sụp đổ và hoàn cảnh bấp bênh kinh tế ngày càng lan rộng vào thế kỷ 21.  Matsutake là loài nấm mọc nhiều trong các khu rừng bị xáo trộn bởi con người, được thu hoạch ở nhiều nơi trải dài khắp thế giới (chẳng hạn Oregon ở Mỹ, Vân Nam ở Trung Quốc, Lapland ở Phần Lan), và được nhiều người coi là cao lương mỹ vị. Tsing dõi theo hành trình của những cây nấm, chuyền từ tay những người thu hoạch chúng, sang tay những thương nhân mua bán chúng, rồi rốt cuộc tới tay những người tiêu dùng Nhật Bản cực kỳ quý trọng chúng.
Tsing ca ngợi sự kiên cường của matsutake — giống nấm mà con người chưa thể thuần hóa — cũng như sự vương vấn giữa, và đồng-phụ thuộc của, các giống loài khác nhau — còn được gọi là những "cái tổng hợp/assemblage" đa giống loài — không chỉ bởi khả năng sống sót tài tình của chúng trong các môi trường bấp bênh và biến loạn, mà còn bởi khả năng tái tạo môi trường xung quanh chúng.

## Đánh giá
- Bell, Joshua A. (2017). "The Mushroom at the End of the World: On the Possibility of Life in Capitalist Ruins by Anna Lowenhaupt Tsing". Anthropological Quarterly. Quyển 90 số 1. tr. 277–282. doi:10.1353/anq.2017.0011. ISSN 1534-1518. S2CID 151793991.
- Cons, Jason (2016). "The Mushroom at the End of the World: On the Possibility of Life in Capitalist Ruins". The Journal of Asian Studies. Quyển 75 số 3. tr. 798–800. doi:10.1017/s0021911816000656. ISSN 0021-9118.
- Helmreich, Stefan (2016). "The Mushroom at the End of the World: On the Possibility of Life in Capitalist Ruins". American Ethnologist. Quyển 43 số 3. tr. 570–572. doi:10.1111/amet.12356. ISSN 0094-0496.
- Kim, Eleana J. (2017). "The Arts of Noticing: The Mushroom at the End of the World: On the Possibility of Life in Capitalist Ruins". Current Anthropology. Quyển 58 số 1. tr. 138–140. doi:10.1086/690139. ISSN 0011-3204.
- Padwe, Jonathan (2018). "The mushroom at the end of the world: on the possibility of life in capitalist ruins". The Journal of Peasant Studies. Quyển 46 số 2. tr. 433–437. doi:10.1080/03066150.2018.1492777. ISSN 0306-6150. S2CID 158146861.
- Pham, Yamoi (2016). "The Mushroom at the End of the World: On the Possibility of Life in Capitalist Ruins". East Asian Science, Technology and Society. Quyển 11 số 4. tr. 613–616. doi:10.1215/18752160-3667933. ISSN 1875-2160.
- Sullivan, Sian (2018). "On possibilities for salvaged polyphonic ecologies in a ruined world" (PDF). Dialogues in Human Geography. Quyển 8 số 1. tr. 69–72. doi:10.1177/2043820617738835. ISSN 2043-8206. S2CID 145037994.